# Markel Susaeta
Markel Susaeta Laskurain (ur. 14 grudnia 1987 w Eibarze) – piłkarz hiszpański narodowości baskijskiej grający na pozycji prawego pomocnika.

## Życiorys
Jest kuzynem innego piłkarza Néstora Susaety, który jest zawodnikiem hiszpańskiego klubu Albacete Balompié.

### Kariera klubowa
Wychowanek baskijskiego zespołu Athletic Bilbao.
W latach 2005–2006 był zawodnikiem CD Baskonia. Następnie występował w hiszpańskich klubach Athletic Bilbao B i Athletic Bilbao. W Primera División zadebiutował 2 września 2007 na stadionie Camp Nou (Barcelona, Hiszpania) w przegranym meczu (1:3) przeciwko Barcelonie, zdobywając gola.
9 września 2019 podpisał kontrakt z japońskim klubem Gamba Osaka, umowa do 31 stycznia 2020. 

### Kariera reprezentacyjna
Był reprezentantem Hiszpanii w kategorii wiekowej U-21.
W seniorskiej reprezentacji Hiszpanii zagrał jeden mecz towarzyski na stadionie Estadio Rommel Fernández (Panama, Panama) przeciwko reprezentacji Panamy wygrywając 5:1 strzelając gola.

## Statystyki

### Statystyki klubowe
Stan na 23 listopada 2019
| Sezon   | Klub              | Kraj      | Liga               | Mecze | Bramki | Puchar Kraju | Mecze | Bramki | Rozgrywki Europy                    | Mecze | Bramki |
| ------- | ----------------- | --------- | ------------------ | ----- | ------ | ------------ | ----- | ------ | ----------------------------------- | ----- | ------ |
| 2005/06 | CD Baskonia       | Hiszpania | Tercera División   | 36    | 4      | –            | –     | –      | –                                   | –     | –      |
| 2006/07 | Athletic Bilbao B | Hiszpania | Segunda División B | 36    | 3      | –            | –     | –      | –                                   | –     | –      |
| 2007/08 | Athletic Bilbao B | Hiszpania | Segunda División B | 5     | 0      | –            | –     | –      | –                                   | –     | –      |
| 2007/08 | Athletic Bilbao   | Hiszpania | Primera División   | 29    | 4      | Puchar Króla | 5     | 2      | –                                   | –     | –      |
| 2008/09 | Athletic Bilbao   | Hiszpania | Primera División   | 34    | 1      | Puchar Króla | 6     | 0      | –                                   | –     | –      |
| 2009/10 | Athletic Bilbao   | Hiszpania | Primera División   | 35    | 4      | Puchar Króla | 1     | 0      | Liga Europy UEFA                    | 9     | 0      |
| 2010/11 | Athletic Bilbao   | Hiszpania | Primera División   | 29    | 1      | Puchar Króla | 3     | 0      | –                                   | –     | –      |
| 2011/12 | Athletic Bilbao   | Hiszpania | Primera División   | 34    | 6      | Puchar Króla | 9     | 2      | Liga Europy UEFA                    | 16    | 5      |
| 2012/13 | Athletic Bilbao   | Hiszpania | Primera División   | 36    | 7      | Puchar Króla | 2     | 0      | Liga Europy UEFA                    | 8     | 4      |
| 2013/14 | Athletic Bilbao   | Hiszpania | Primera División   | 38    | 6      | Puchar Króla | 5     | 1      | –                                   | –     | –      |
| 2014/15 | Athletic Bilbao   | Hiszpania | Primera División   | 31    | 1      | Puchar Króla | 8     | 1      | Liga Mistrzów UEFA Liga Europy UEFA | 8 1   | 1 0    |
| 2015/16 | Athletic Bilbao   | Hiszpania | Primera División   | 28    | 3      | Puchar Króla | 4     | 0      | Liga Europy UEFA                    | 13    | 2      |
| 2016/17 | Athletic Bilbao   | Hiszpania | Primera División   | 26    | 1      | Puchar Króla | 3     | 0      | Liga Europy UEFA                    | 7     | 0      |
| 2017/18 | Athletic Bilbao   | Hiszpania | Primera División   | 34    | 3      | Puchar Króla | 1     | 0      | Liga Europy UEFA                    | 9     | 0      |
| 2018/19 | Athletic Bilbao   | Hiszpania | Primera División   | 22    | 1      | Puchar Króla | 3     | 0      | –                                   | –     | –      |
| 2019    | Gamba Osaka       | Japonia   | J1 League          | 5     | 0      | –            | –     | –      | –                                   | –     | –      |

## Sukcesy

### Klubowe
Athletic Bilbao
- Zdobywca drugiego miejsca Pucharu Króla: 2008/2009, 2011/2012, 2014/2015
- Zwycięzca Superpucharu Hiszpanii w piłce nożnej: 2015
- Zdobywca drugiego miejsca Superpucharu Hiszpanii w piłce nożnej: 2009
- Zdobywca drugiego miejsca Liga Europy UEFA: 2011/2012